# 韦克桑地区拉沙佩勒
韦克桑地区拉沙佩勒（法語：La Chapelle-en-Vexin，法語發音：[la ʃapɛl ɑ̃ vɛksɛ̃] ⓘ）是法国法蘭西島大區瓦兹河谷省的一个市镇，属于蓬图瓦兹区。

## 地理
韦克桑地区拉沙佩勒（49°11'2"N, 1°43'55"E）面积3.61 平方千米，位于法国法蘭西島大區瓦兹河谷省，该省份为法国北部内陆省份，北起瓦兹省，西接厄尔省，南至塞纳-圣但尼省、上塞纳省和伊夫林省，东临塞纳-马恩省。
与韦克桑地区拉沙佩勒接壤的市镇（或旧市镇、城区）包括：帕尔讷、昂布勒维尔、比伊、埃普特河畔蒙特勒伊、圣热尔韦。

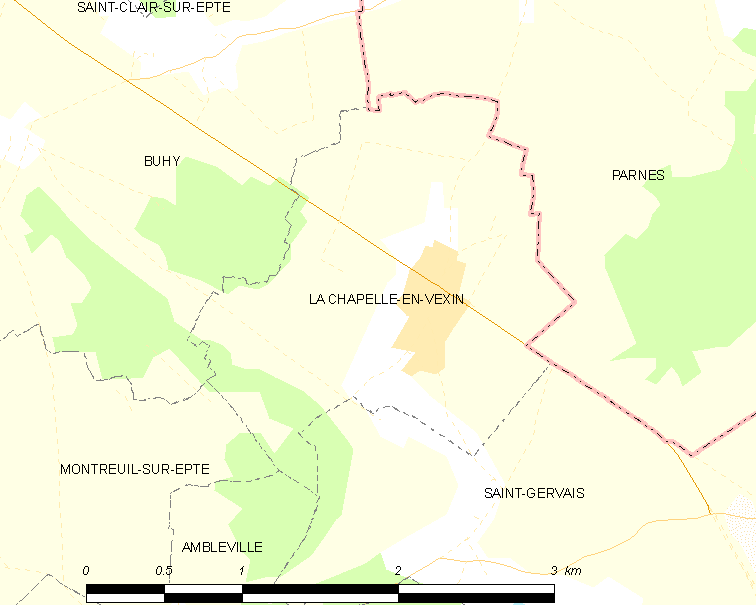
韦克桑地区拉沙佩勒的OSM定位图

韦克桑地区拉沙佩勒的时区为UTC+01:00、UTC+02:00（夏令时）。

## 行政
韦克桑地区拉沙佩勒的邮政编码为95420，INSEE市镇编码为95139。

## 政治
韦克桑地区拉沙佩勒所属的省级选区为沃雷阿勒县。

## 人口

1962-2008年间韦克桑地区拉沙佩勒人口变化图示

韦克桑地区拉沙佩勒于2022年1月1日时的人口数量为316人。